# Gran Premio di motociclismo
Il gran premio di motociclismo è una gara di velocità su pista delle due ruote motorizzate che si svolge su un apposito circuito (spesso lo stesso su cui si corrono anche le gare di Formula 1).
Ogni anno nelle varie nazioni si corre una serie di gran premi che concorrono a formare il cosiddetto motomondiale.

## Caratteristiche

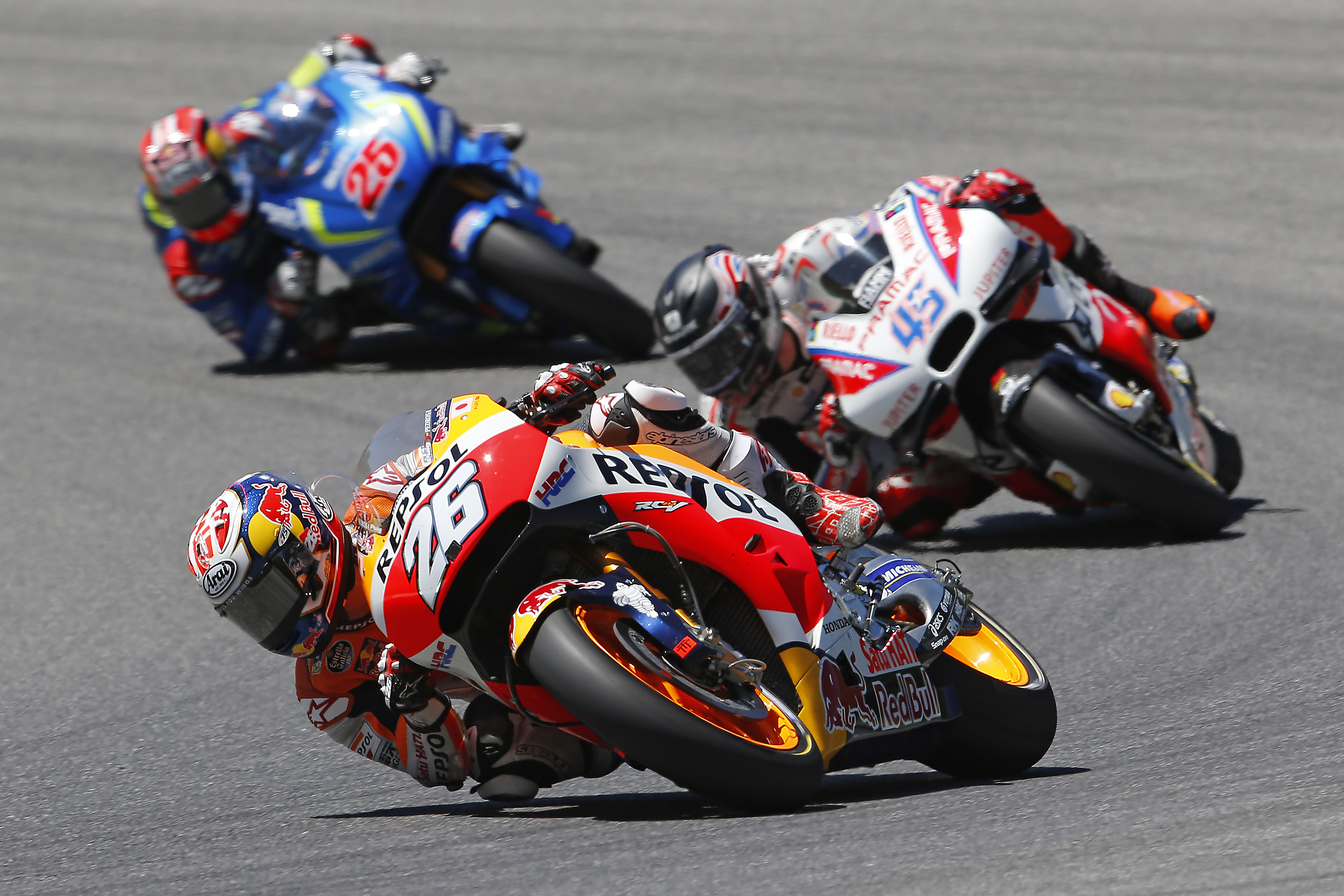
Una fase di gara del Gran Premio motociclistico d'Italia 2016.

Una peculiarità di questo tipo di competizione è che, al contrario della Formula 1 in cui la gara principale è riservata a una sola categoria di veicoli con un contorno di gare minori, in un gran premio motociclistico vi sono almeno tre gare "paritetiche". I concorrenti sono divisi in classi omogenee per cilindrata e tipo di moto, in modo da formare classifiche distinte per ogni gara e per ogni campionato mondiale.
Dal 2019 le cilindrate in uso sono:
- Moto3
- Moto2
- MotoGP
- MotoE

In tempi passati sono state in uso anche altre categorie:
- 50
- 80
- 125
- 250
- 350
- 500
- Formula 750
- Thunderbike Trophy

Un discorso a parte può essere fatto per una categoria particolare, quella dei sidecar, le motociclette con carrozzino laterale in cui gareggiano pilota e un "passeggero", unico caso di sport motociclistico non effettuato in singolo.

## Svolgimento
Con l'eccezione "storica" del Gran Premio d'Olanda ad Assen, in cui la gara è stata disputata al sabato fino al 2015 (dal 2004 al 2007 anche il Gran Premio del Qatar si è disputato di sabato), i gran premi si svolgono alla domenica, preceduti da due giornate di prove, di cui quelle del sabato sono destinate alla definizione della griglia di partenza della gara (pole position).
Tra le gare di più recente istituzione vi sono il Gran Premio di Indianapolis, che dal motomondiale 2008 viene disputato sul circuito omonimo, il Gran Premio d'Aragona, in calendario dalla stagione 2010, il Gran Premio delle Americhe, disputato ad Austin dalla stagione 2013,il Gran Premio di Thailandia, introdotto nel motomondiale 2018 e il Gran Premio d’India introdotto nel motomondiale 2023.